# Bryum pancheri
Bryum pancheri là một loài Rêu trong họ Bryaceae. Loài này được A. Jaeger mô tả khoa học đầu tiên năm 1875.